# Louis Receveur
Claude-Francois Joseph Louis Receveur O.F.M. Conv.. (1757 – 17 de fevereiro de 1788) foi um frade católico, naturalista e astrônomo francês, que navegou com Jean-François de La Pérouse.
Receveur foi considerado um exímio botânico, geólogo, químico, meteorologista e filólogo, sendo descrito como "tão perto como alguém pode ser de um ecologista do século XVIII".

## Ministério e expedição
Como os Franciscanos Conventuais encorajam seus membros a prestar seriços à sociedade, o 'Père Laurent Receveur' abraçou estudos científicos e também empreendeu várias missões para a marinha francesa entre 1776 e 1780. Em 1785, quando La Perouse foi nomeado por Luís XVI de França e seu ministro da Marinha, Charles Eugène Gabriel de La Croix, para liderar uma expedição ao redor do mundo, Receveur foi um dos dois padres da expedição e estava a bordo do navio L'Astrolabe; o outro era Jean-André Mongez.
Em algum momento de dezembro de 1787 ou janeiro de 1788 a expedição de La Perouse chegou em Tutuila, nas Ilhas Samoa. Os que desembarcaram entraram em conflito com os povos indígenas locais. Receveur foi gravemente ferido, sofrendo o que foi descrito como uma "contusão violenta do olho".

## Chegada na Austrália
A expedição seguiu para a Austrália, onde chegou na Botany Bay, seis dias após a First Fleet. La Perouse montou um acampamento em terra e estabeleceu relações com os britânicos, que navegavam de Sydney para visitar seu acampamento. No entanto, Receveur nunca se recuperou de seus ferimentos e morreu em 17 de fevereiro de 1788, e foi enterrado no acampamento.
Receveur foi o primeiro sacerdote católico e a segunda pessoa não indígena a ser enterrada na Austrália. Considera-se que seu sepultamento  foia primeira cerimônia religiosa católica realizada na Austrália.

## Reconhecimentos na atualidade
Igrejas locais em La Perouse, subúrbio de Sydney, celebram uma missa memorial especial em fevereiro de cada ano em reconhecimento ao significado religioso histórico da chegada, morte e sepultamento de Receveur.
A Abbe Receveur Place em Little Bay , Nova Gales do Sul, é denominada em sua memória.